# Nikola Mičková
Nikola Mičková, roz. Kičmerová vystupující pod přezdívkou NickyNellow (* 16. března 1991 se ve Frýdek-Místek), je česká fitness trenérka, vzpěračka, atletka, influencerka a modelka, která se objevila v mnoha časopisech včetně českého vydání časopisu Playboy.

## Život
Narodila se Frýdku–Místku a vyrůstala v Dolních Domaslavicích. Už od útlého věku ji rodiče vedli ke sportu: lyžování, bruslení, kolo. V letech 2006–2010 studovala střední pedagogickou školu v Krnově, obor předškolní a mimoškolní pedagogika. Studium bylo zaměřeno hodně na tělesnou výchovu a gymnastiku.[zdroj?]

### Hudba
Mičková má hudební vzdělání, zahrnující sborový zpěv, klavír a hru na flétnu. V letech 2003–2006 zpívala ve sboru Studánka na základní umělecké škole v Havířově. V letech 2006–2009 navštěvovala školní sbor Ars pod vedením Mgr. Kamila Trávníčka, kde se sborem slavili velké úspěchy a stali se nejlepším dívčím pěveckým sborem ČR. Později působila v havířovské rapové kapele BWS (Black White Side), kde společně nahráli v roce 2008 song: Líbím se ti, příběh, který slavil úspěch mezi mladými lidmi. V roce 2012 nahrála svůj poslední song Akta – Sny se mění v pravdu.[zdroj?]

### Tanec, moderní tanec
- V letech 2008–2009 tancovala za Taneční skupinu Krnov[zdroj?]
- V letech 2010–2015 tancovala závodně za taneční skupinu Limit D.C. Havířov[zdroj?]

### Fitness kariéra a vzdělání
Od roku 2014 trénuje CrossFit v havířovském Try Hard Gymu (bývalý Crossfitness Havířov) pod vedením trenéra Michala Mičky. CrossFitu se aktivně věnuje dodnes.[kdy?] V roce 2016 získala licenci fitness instruktora, roce 2017 začala jako instuktor podnikat. V tomto roce také vytvořila a začala prodávat vlastní tréninkové plány pro ženy na domácí cvičení.[zdroj?]

### Vzpírání
V roce 2016 absolvovala své první závody ve vzpírání II. ligy žen. Později s týmem od roku 2020 závodila za I. ligu žen.[zdroj?]
Úspěch ve vzpírání:
- 4. místo, družstvo Fit Gym Havířov, výkon 103,00 kg (143,7571 bodů), věk: 26 let, váha: 57,1 kg na soutěži: II. liga žen ve vzpírání družstev – 2. kolo, Rotava, 2017
- místo, družstvo Fit Gym Havířov, výkon 116,00 kg (162,284 bodů), věk: 27 let, váha: 56,9 kg na soutěži: II. liga mužů a žen ve vzpírání družstev – 3. kolo, skupina B, Nový Hrozenkov, 2018
- 1. místo, družstvo Fit Gym Havířov, výkon 119,00 kg (161,8162 bodů), věk: 28 let, váha: 59,4 kg na soutěži: II. liga mužů a žen ve vzpírání družstev – 2. kolo, skupina B, Brno – Obřany, 2019
- 1. místo, družstvo Fit Gym Havířov, výkon 115,00 kg (157,067 bodů), věk: 28 let, váha: 59,0 kg na soutěži: II. liga mužů a žen ve vzpírání družstev – 1. kolo, skupina B, Třinec – Terasa, 2019
- 1. místo, družstvo Fit Gym Havířov, výkon 117,00 kg (158,9211 bodů), věk: 28 let, váha: 59,5 kg na soutěži: II. liga mužů a žen ve vzpírání družstev – 3. kolo, skupina B, Nový Hrozenkov, 2019
- 4. místo, družstvo Fit Gym Havířov, výkon 117,00 kg (163,4958 bodů), věk: 29 let, váha: 57,0 kg na soutěži: I. liga žen ve vzpírání družstev – 1. kolo, Olomouc – Lazce, 2020
- 2. místo, Ženy W0 – 64kg, výkon 117,00 kg (153,3285 bodů), věk: 30 let, váha: 63,0 kg na soutěži: 43. mistrovství ČR ve vzpírání masters, Brno – Obřany, 2021

### CrossFit
Od roku 2014 se aktivně věnuje CrossFitu, ve kterém absolvovala několik soutěží. Největší úspěch zaznamenala na závodech B-Cross Challenge v roce 2018, kde s týmem vybojovali 1. místo.[zdroj?]

### Modeling
V roce 2013 hrála roli tanečnice v klipu známého Tony T: Wawa  & Tony T-Fire. V následujícím roce hrála roli v klipu hip hopové skupiny DeFuckTo – Miss Your Love Feat Victoria. V roce 2017 si zahrála komparz – Ring Girl v českém filmu Muzzikanti. V roce 2018 se stala známou fitness modelkou na instagramu a toho roku získala 100 000 followerů na svém účtu @nickynellow. V lednu 2019 se objevila na titulní straně časopisu FITNESS (včetně dvoustránkového rozhovoru). V roce lednu 2020 začala spolupracovat se značkou Xiaomi a natočila reklamní spot pro ČR na hodinky Xiaomi. V  červnu roku 2020 fotila a natáčela video pro známou evropskou fitness značku NEBBIA. V srpnu 2020 ve spolupráci s TRY HARD měla dvoustránkový článek v časopisu PLAYBOY.[zdroj?]
V listopadu 2020 se stála Cover Girl prestižního časopisu PLAYBOY Česká republika, kde byla dívkou titulní strany a nafotografovala pictorial. Fotografkou byla Alžběta Jungrová. V dubnu 2021 nafotografovala Mičková se svým partnerem reklamu pro reklamní agenturu TRY HARD, která se objevila v květnovém vydání časopisu Playboy. V říjnu 2021 fotografovala kolekci značky TIMME, kde jsou její snímky předlohou některých obalů značky.[zdroj?]

## Osobní život
V prosinci 2021 se zasnoubila se svým partnerem Michalem Mičkou. Svatba proběhla 22. července 2023.[zdroj?]